# Eugène Bérest
Pour les articles homonymes, voir Bérest.
Eugène Marie Julien Bérest, né le 2 décembre 1922 à Saint-Pol-de-Léon et mort le 13 mai 1994 à Brest, est un homme politique français.

## Biographie
Issu d’un milieu rural (son père est directeur d’une coopérative agricole), Eugène Bérest effectue un parcours scolaire brillant, qui le conduit du collège du Kreisker à Saint-Pol-de-Léon au lycée Henri-IV à Paris. Après des études en Sorbonne, il est professeur agrégé de lettres classiques. Enseignant d’abord au lycée de l'Harteloire à Brest (1946-1948), il est ensuite détaché au ministère des Affaires étrangères et affecté à l'université de Bratislava et enseigne à la Maison de France, à la faculté de Lettres et au lycée Moderne. De 1950 à 1953, il enseigne à l'Institut français d'études supérieures de La Plata à Buenos Aires, avant de retrouver son poste au lycée de l'Harteloire Brest en classe de lettres supérieures puis de première supérieure. Il exercera plus tard la même fonction au lycée de Kérichen.
Ancien militant du Mouvement jeune République, il a été candidat malheureux sous cette étiquette aux élections législatives de 1956, la liste qu’il conduit n’obtenant que 2,1 %. Devenu adjoint au maire de Brest en 1965, il se présente à nouveau en juin 1968 pour défendre les couleurs du Centre démocrate dans la 4e circonscription du Finistère. Les électeurs le placent en dernière position avec 9,8 % des suffrages. Ses adversaires, le communiste Alphonse Penven, le PSU Roger Prat et le gaulliste Pierre Lelong recueillent respectivement 16,6 %, 28,9 % et 44,9 % des voix. Réélu en 1971 au conseil municipal de Brest, où il occupe les fonctions de premier adjoint chargé des affaires économiques, il succède comme maire au sénateur centriste Georges Lombard, qui renonce à son mandat en octobre 1973. En poste jusqu’en 1977, il n’est pas réélu à cette date. En novembre 1973, il est le candidat de Centre démocrate aux élections législatives dans la 2e circonscription du Finistère, et se retire à nouveau après le premier tour au profit du gaulliste Michel de Bennetot.
Lors des élections de 1978, Eugène Bérest, marié et père de quatre enfants, est le candidat de la majorité présidentielle dans la 2e circonscription du Finistère, où douze candidats sont en compétition. À l’issue du premier tour, Eugène Bérest, arrive deuxième, recueillant 24,6 % des suffrages contre 29,8 % pour le candidat du Parti socialiste Francis Le Blé, alors maire de Brest. Le député sortant, Michel de Bennetot, candidat de l’Union des démocrates pour la République, n’est que troisième, recueillant 22,6 % des voix. Les petits candidats recueillent moins de 3 % des voix chacun, et constituent un faible réservoir de voix pour Francis Le Blé – à l’exception du communiste Louis Le Roux, qui obtient 13,9 %.
Sa circulaire du premier tour stigmatise une gauche incapable de gouverner car désunie, et promettant sans réalisme, alors que la majorité présidentielle « a su gouverner la France malgré la crise » et incarne la stabilité. Il réitère ces propos dans la seconde circulaire en se déclarant candidat contre « l’aventure » incarnée par les candidats de gauche. Le second tour est particulièrement serré : moins de mille voix départagent les deux candidats restés en lice, au profit d’Eugène Bérest, resté candidat unique de la majorité après le retrait de Michel de Bennetot (50,4 % des suffrages contre 49,6 % à son adversaire socialiste).
À son arrivée au Palais-Bourbon, il s’inscrit au groupe UDF. Durant toute la législature, il participe à la commission de la défense nationale et des forces armées, pour laquelle il est rapporteur pour avis du projet de loi de finances pour 1981 (9 octobre 1980). Directement touché par le naufrage de l’Amoco Cadiz, il est membre de la commission d'enquête mise en place ad hoc (16 mai 1978). Enfin, il est membre de la commission d'enquête sur la langue française créée le 12 décembre 1980.
Par ailleurs, il est l’auteur de deux propositions de loi. La première porte sur l'indemnisation des dommages matériels subis par les victimes d'attentats (20 novembre 1980). La seconde est une proposition de loi organique portant sur le statut de la magistrature (2 octobre 1979).
Député plutôt actif, ses interventions dans les débats de l’Assemblée sont souvent liées aux problématiques de sa circonscription. Il évoque ainsi à plusieurs reprises la question de la pollution marine (question au gouvernement du 18 avril 1978, à propos de l’Amoco Cadiz ; question orale sans débat sur la lutte contre la pollution marine, 4 mai 1979). Il en va de même pour les arsenaux et la Marine nationale : le 21 juin 1978, il interroge le gouvernement sur sa position face aux grèves dans les arsenaux. Il intervient également sur les questions relatives à l’enseignement supérieur : question au gouvernement sur la situation des assistants d’université (8 novembre 1978) ; discussion des projets de loi de finances pour 1978, 1980, 1981.
Il intervient également lors de la discussion du projet de loi relatif à l'interruption volontaire de grossesse (28 novembre 1979) en insistant sur les défauts de la loi de 1975 : « certains tiennent sûrement le propos suivant : j’étais d’accord, lorsque j’ai voté positivement, pour une loi de tolérance, mais nous sommes parvenus, après cinq années, dans la réalité des faits, à ce que l'on peut appeler la reconnaissance d'un droit positif ». Lors du scrutin du 29 novembre, Eugène Bérest vote contre le projet de loi : c’est la seule fois dans la législature que le député ne vote pas en accord avec sa majorité, à laquelle il reste fidèle dans les grands scrutins (notamment la déclaration de politique générale du gouvernement Barre le 20 avril 1978 et la loi d’aménagement de la fiscalité directe locale sur laquelle la responsabilité du gouvernement est engagée le 18 décembre 1979).
En 1981, après l’élection de François Mitterrand et la dissolution de l’Assemblée nationale, Eugène Bérest se porte candidat à sa succession, toujours sous l’étiquette UDF. Seul candidat de droite, il arrive en tête du premier tour avec 44,9 % des suffrages exprimés, contre 41,8 % au candidat socialiste Joseph Gourmelon, 8,9 % au communiste Louis Le Roux, 3,4 % au régionaliste de l'Union démocratique bretonne Jean Daumer et 1 % au candidat de Lutte ouvrière Jacques Piro. Lors du deuxième tour, le report des voix de gauche offre 54,8 % des suffrages au candidat socialiste, contre 45,2 % à Eugène Bérest, victime de la « vague rose », qui termine ainsi son parcours de député.
Eugène Bérest fut, par ailleurs, un des principaux contributeurs de l’Histoire littéraire et culturelle de la Bretagne (Champion-Slatkine, 1987), à laquelle il donna une étude sur Chateaubriand l'enchanteur, et une autre sur Les voyageurs français en Bretagne (Balzac, Hugo, Mérimée, Stendhal, Flaubert). On lui doit également une édition du Bajazet de Racine. Son étude sur Chateaubriand a été rééditée en 2020 dans l'anthologie La Littérature bretonne de langue française par son ancien élève de khâgne Pascal Rannou. 
Eugène Bérest a été promu commandeur dans l'ordre des Palmes académiques.
Une rue près d'Océanopolis porte son nom. Il est le grand-père des romancières Anne et Claire Berest.

## Détail des fonctions et des mandats
Député
- 19 mars 1978 – 22 mai 1981 : député de la deuxième circonscription du Finistère

Maire
- 29 octobre 1973 – 21 mars 1977 : maire de Brest

## Décorations
- Commandeur des Palmes académiques